# Tournai-sur-Dive
Tournai-sur-Dive est une commune française, située dans le département de l'Orne en région Normandie, peuplée de 295 habitants.

## Géographie
La commune est distante de Trun, son ancien chef-lieu de canton, de 4 km, d'Argentan de 11 km et de Chambois de 5 km. Sa superficie est de 1 239 ha, dont 35 ha sur la forêt de Gouffern. La commune a un bourg très concentré et trois hameaux que sont Magny, Montmilcent et Miguillaume.

### Hydrographie
La commune est située dans le bassin Seine-Normandie. Elle est drainée par la Dives, deux bras de la Dives et divers autres petits cours d'eau.
La Dives, d'une longueur de 105 km, prend sa source dans la commune de Gouffern en Auge et se jette  dans la baie de Seine en limite de Cabourg et de Dives-sur-Mer, après avoir traversé 34 communes. Les caractéristiques hydrologiques de la Dives sont données par la station hydrologique située sur la commune de Saint-Ellier-les-Bois. Le débit moyen mensuel est de 0,466 m3/s. Le débit moyen journalier maximum est de 10,3 m3/s, atteint lors de la crue du 28 décembre 1999. Le débit instantané maximal est quant à lui de 13,6 m3/s, atteint le 25 mars 2001.
Un plan d'eau complète le réseau hydrographique : l'étang des Marettes (0,2 ha),.

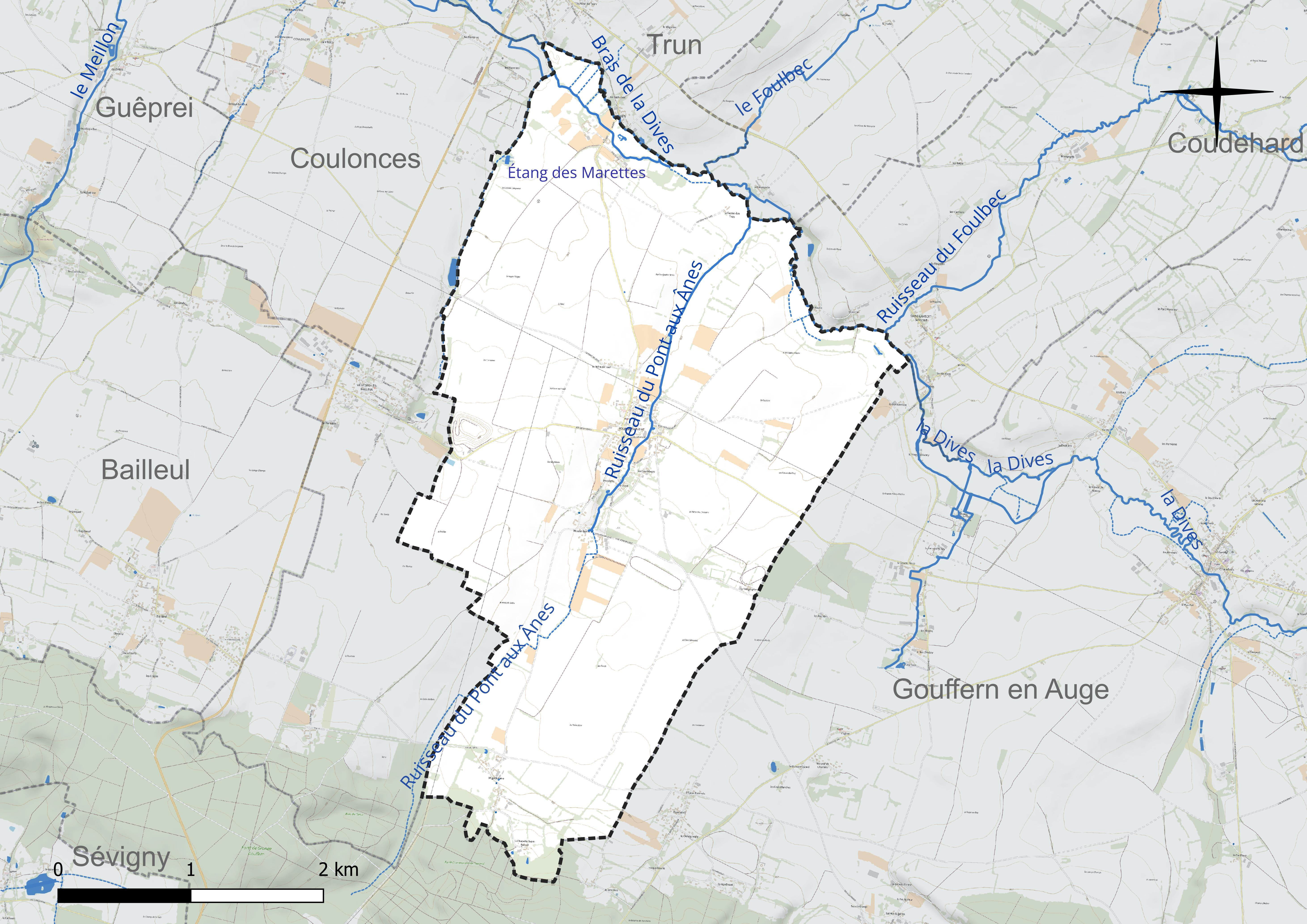
Réseau hydrographique de Tournai-sur-Dive.

### Climat
Pour des articles plus généraux, voir Climat de la Normandie et Climat de l'Orne.
En 2010, le climat de la commune est de type climat océanique dégradé des plaines du Centre et du Nord, selon une étude du CNRS s'appuyant sur une série de données couvrant la période 1971-2000. En 2020, Météo-France publie une typologie des climats de la France métropolitaine dans laquelle la commune est exposée à un climat océanique et est dans la région climatique Normandie (Cotentin, Orne), caractérisée par une pluviométrie relativement élevée (850 mm/a) et un été frais (15,5 °C) et venté. Parallèlement le GIEC normand, un groupe régional d’experts sur le climat, différencie quant à lui, dans une étude de 2020, trois grands types de climats pour la région Normandie, nuancés à une échelle plus fine par les facteurs géographiques locaux. La commune est, selon ce zonage, exposée à un « climat des plateaux abrités », se caractérisant par une pluviométrie et des contraintes thermiques modérées mais aussi, par effet de continentalité, des températures plus contrastées qu'au nord dans la plaine de Caen, avec communément 10 à 15 jours par an de plus de froid en hiver et de chaleur en été.
Pour la période 1971-2000, la température annuelle moyenne est de 10,4 °C, avec une amplitude thermique annuelle de 13,2 °C. Le cumul annuel moyen de précipitations est de 738 mm, avec 11,4 jours de précipitations en janvier et 7,7 jours en juillet. Pour la période 1991-2020, la température moyenne annuelle observée sur la station météorologique la plus proche, située sur la commune d'Argentan à 9 km à vol d'oiseau, est de 11,1 °C et le cumul annuel moyen de précipitations est de 691,9 mm,. Pour l'avenir, les paramètres climatiques de la commune estimés pour 2050 selon différents scénarios d’émission de gaz à effet de serre sont consultables sur un site dédié publié par Météo-France en novembre 2022.

## Urbanisme

### Typologie
Au 1er janvier 2024, Tournai-sur-Dive est catégorisée commune rurale à habitat dispersé, selon la nouvelle grille communale de densité à sept niveaux définie par l'Insee en 2022. Elle est située hors unité urbaine. Par ailleurs la commune fait partie de l'aire d'attraction d'Argentan, dont elle est une commune de la couronne,. Cette aire, qui regroupe 50 communes, est catégorisée dans les aires de moins de 50 000 habitants,.

### Occupation des sols
L'occupation des sols de la commune, telle qu'elle ressort de la base de données européenne d’occupation biophysique des sols Corine Land Cover (CLC), est marquée par l'importance des territoires agricoles (95,8 % en 2018), une proportion identique à celle de 1990 (95,8 %). La répartition détaillée en 2018 est la suivante : terres arables (73,6 %), prairies (17,8 %), zones agricoles hétérogènes (4,5 %), zones urbanisées (3,1 %), forêts (1,1 %). L'évolution de l’occupation des sols de la commune et de ses infrastructures peut être observée sur les différentes représentations cartographiques du territoire : la carte de Cassini (XVIIIe siècle), la carte d'état-major (1820-1866) et les cartes ou photos aériennes de l'IGN pour la période actuelle (1950 à aujourd'hui).

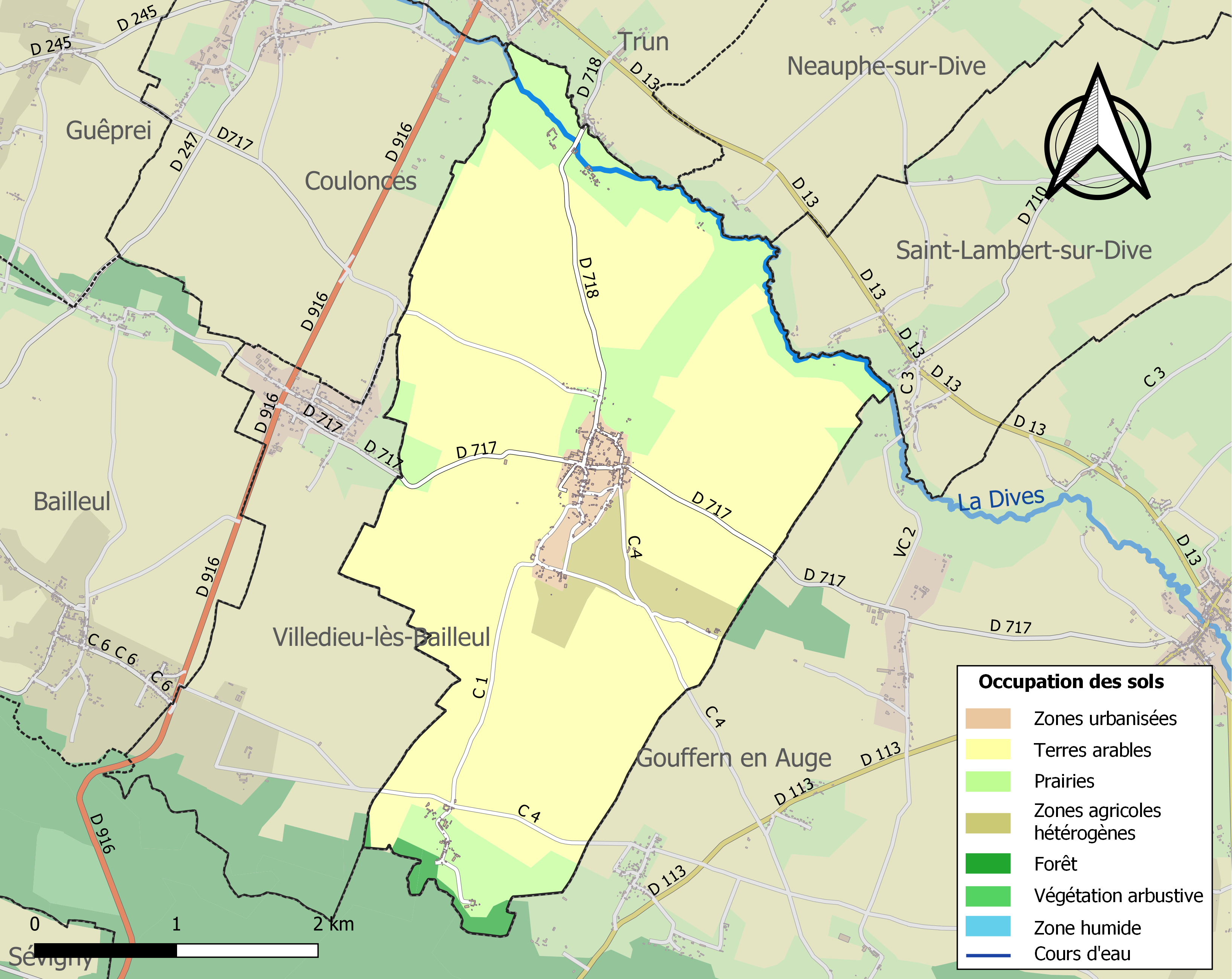
Carte des infrastructures et de l'occupation des sols de la commune en 2018 (CLC).

## Toponymie
Le nom de la localité est attesté sous les formes Tornacum début du XIIe siècle, Tornai entre 1144 et 1151, Tornayum en 1373.
Le sens du toponyme est issu d'une racine prélatine turno- avec le sens de « colline, éminence ».
La Dives, orthographiée traditionnellement Dive dans sa partie ornaise, est un fleuve côtier qui prend sa source dans le département de l'Orne et traverse celui du Calvados.

## Histoire
En 1105, l'église où s'est réfugiée la population est incendiée par Robert II de Bellême.

### Seconde Guerre mondiale
Situé au centre de la poche de Falaise, le village a pris une part importante dans la conclusion de la bataille de Normandie. Seuls 23 habitants y demeuraient encore avec le curé de la paroisse, l'abbé Launay. De nombreux soldats allemands, épuisés par les combats, s'y étaient réfugiés. L'abbé Launay les poussa à hisser au haut du clocher un drap blanc en signe de reddition aux troupes canadiennes et polonaises qui les harcelaient depuis la ligne de front près de Trun. Ils finirent par se rendre aux américains stationnés à Chambois. Cet épilogue marque le début de la fin de la bataille de Normandie, le 21 août 1944.

## Politique et administration
| Période                                  | Période   | Identité                     | Étiquette | Qualité                             |
| ---------------------------------------- | --------- | ---------------------------- | --------- | ----------------------------------- |
| 1939                                     | 1945      | Auguste Gallet               |           |                                     |
| 1945                                     | 1953      | Charles Duclos               |           |                                     |
| 1953                                     | 1960      | Georges du Mesnil du Buisson |           |                                     |
| 1960                                     | 1965      | André Lefrançois             |           |                                     |
| 1965                                     | 1987      | Bernard Morel                |           |                                     |
| 1987                                     | juin 1995 | Georges Malécange            |           |                                     |
| juin 1995                                | mars 2001 | Michel Paton                 |           |                                     |
| mars 2001                                | mars 2008 | Jacques Liard                |           |                                     |
| mars 2008                                | mai 2020  | Fernande Famechon            | SE        | Secrétaire de mairie (retraitée)    |
| mai 2020                                 | En cours  | Xavier Schneider             | SE        | Préparateur de commandes, formateur |
| Les données manquantes sont à compléter. |           |                              |           |                                     |

## Démographie
L'évolution du nombre d'habitants est connue à travers les recensements de la population effectués dans la commune depuis 1793. Pour les communes de moins de 10 000 habitants, une enquête de recensement portant sur toute la population est réalisée tous les cinq ans, les populations de référence des années intermédiaires étant quant à elles estimées par interpolation ou extrapolation. Pour la commune, le premier recensement exhaustif entrant dans le cadre du nouveau dispositif a été réalisé en 2006.
En 2022, la commune comptait 295 habitants, en évolution de −3,59 % par rapport à 2016 (Orne : −3,21 %, France hors Mayotte : +2,11 %).
| 1793 | 1800 | 1806 | 1821 | 1836 | 1841 | 1846 | 1851 | 1856 |
| ---- | ---- | ---- | ---- | ---- | ---- | ---- | ---- | ---- |
| 789  | 755  | 716  | 713  | 727  | 729  | 720  | 677  | 620  |

| 1861 | 1866 | 1872 | 1876 | 1881 | 1886 | 1891 | 1896 | 1901 |
| ---- | ---- | ---- | ---- | ---- | ---- | ---- | ---- | ---- |
| 571  | 560  | 492  | 504  | 444  | 411  | 405  | 365  | 362  |

| 1906 | 1911 | 1921 | 1926 | 1931 | 1936 | 1946 | 1954 | 1962 |
| ---- | ---- | ---- | ---- | ---- | ---- | ---- | ---- | ---- |
| 368  | 379  | 305  | 302  | 307  | 316  | 311  | 371  | 358  |

| 1968 | 1975 | 1982 | 1990 | 1999 | 2006 | 2011 | 2016 | 2021 |
| ---- | ---- | ---- | ---- | ---- | ---- | ---- | ---- | ---- |
| 346  | 308  | 282  | 293  | 290  | 306  | 319  | 306  | 297  |

| 2022 | - | - | - | - | - | - | - | - |
| ---- | - | - | - | - | - | - | - | - |
| 295  | - | - | - | - | - | - | - | - |

## Lieux et monuments
- Église Saint-Paterne, bâtie au XIe siècle, puis remaniée aux XVIe et XIXe siècles. L'église était un prieuré-cure dépendant de l'abbaye de la Croix-Saint-Leufroy[25].
- Ancien prieuré simple Saint-Benoît, au lieu-dit la Chapelle Saint-Benoît.
- Monument aux morts de la Première Guerre mondiale, plaque commémorative de la Libération : cour de la capitulation d'août 1944.
- Stèle des victimes civiles d'août 1944 au mur du cimetière, monument souvenir du Miroir des Âmes (Seconde Guerre mondiale), croix de l'ordre de Saint-Jean de Jérusalem.
- Menhir du Bordeu.
- Vestige du calvaire de la place du village brûlé en 1944 (conservé dans l'église).
- Stèle de l'abbé Launay inaugurée en 2009 située à la droite de la mairie.
- Le camp de César. Vestiges d'un camp romain nettement visible, à sept kilomètres à l'ouest du hameau de Brière[26].
- Pont fortifié[26].

## Personnalités liées à la commune
- Victor Clérice (1813-1876). Né à Tournai, il émigra à Buenos-Aires où il devint charron puis carrossier. Il reste essentiellement connu comme étant le père de l'illustrateur et affichiste Carlos (Charles) Clérice (Buenos-Aires, 1865 - Paris, 1912), fondateur de l'atelier de gravure Clérice Frères avec son frère Justin (Buenos-Aires, 1863 - Toulouse, 1908) connu également comme compositeur, puis avec ses fils Victor (Buenos-Aires, 1880 - Pressignac-Vicq, 1952) et François (Paris, 1883 - Taverny, 1909). Il est également l'arrière-grand-père de l'acteur Daniel Clérice (1912-1990), fils de Victor.